# 아라이 다카히로
아라이 다카히로(일본어: 新井 貴浩, 1977년 1월 30일 ~ )는 일본의 전 프로 야구 선수이자 전 야구 해설가,야구 평론가이다. 현재 히로시마 도요 카프의 감독이다. 
과거 선수시절에 히로시마 카프에서 뛴 후에 2018년 시즌을 끝으로 은퇴를 했다.
히로시마현 히로시마시 출신의 한국계 일본인으로 귀화 전 한국명은 '박귀홍(朴貴弘)'이다. 주니치 드래건스에서 활약하다가 트레이드되어 선수 은퇴 후 한신에 코치로 소속되어 있는 아라이 료타(귀화 전 한국명은 박양태)는 그의 친동생이다.

## 인물

### 프로 입단 전
히로시마 현립 히로시마 공업고등학교에 다니던 1994년 봉황대기 전국고교야구대회에 긴조 다쓰히코와 함께 재일동포 야구단팀의 4번 타자로 출장, 팀을 8강으로 이끌었다. 고교 3학년 시절 여름에 있은 현 대회에서의 베스트 16으로 선정되었고 고교 졸업 후 고마자와 대학에 입학, 대학 4학년 때에 미일 대학 야구 대회에 출전하여 타율 5할을 기록했다. 그 해 당시의 가을에는 도토 대학 리그에서 타점왕과 베스트나인을 차지하였다. 대학 1년차 선배인 다카하시 히사노리는 당시의 아라이에게 “치지 않고 지키지 않았던가. 의외와 발바닥은 적당히 빨랐으므로 순순히 선배를 받아들인 것은 매우 좋았다” 라고 말했다.
1998년에는 히로시마 도요 카프에서 드래프트 6순위로 지명을 받아 입단하였고, 등번호는 25번으로 배정받았다. 그것은 대학 선배인 노무라 겐지로의 강력한 추천이 있었다고 말했는데 대학 시절 통산 홈런이 불과 2개여서 수비에서도 과제가 들어왔던 아라이의 지명은 주위에서 놀라움을 얻고 받아들여졌다.

### 히로시마 도요 카프 시절

#### 1999년 ~ 2002년
히로시마 입단 후에는 ‘장래의 4번 타자 후보’로써 매우 기대되어 자신도 그 의기를 넣고 ‘하늘을 향해 친다’라고 선언하였다. 입단 2년째인 2000년에는 16개, 다음 해에는 18개로 두 자리수의 홈런을 기록하면서 2002년에는 홈런 28개로 최초로 홈런 20개를 넘기고, 올스타전에 최초로 출장하였다. 그 때는 히로시마의 구단주(당시) 마쓰다 고헤이에게 주목받았지만 그 후에 마쓰다가 타계하였다. 그는 제2차전에서 홈런 치는 장면을 마쓰다에게 바쳤다.

#### 2003년 ~ 2004년
아라이는 2002년 시즌이 끝나고 한신 타이거스로 이적하였던 가네모토 도모아키의 뒤를 이어 4번 타자의 자리를 개막전부터 맡고 있지만 본래 지역 출신의 슬러거에 해당하는 중압감과 정신적 지주가 되었던 가네모토의 부재가 커져서 자신의 성적 부진으로 인해 후반전부터 앤디 시츠에게 4번 타자의 자리를 양보했기 때문에 작년 28개의 홈런수보다 그 당시해의 19개 홈런수로 뒤떨어져서 타율도 2할 3푼 6리로 떨어졌다. 이듬해 2004년에도 극도의 타격부진이 떨어져 홈런 개수는 불과 10개, 타점도 36타점으로 낮아졌다. 그가 휘두를 때엔 그립의 위치가 낮아져서 위아래로 흔들린다는 악의 폼으로 결과가 두려웠던 나머지로 인해 볼 기다리기에 휘몰아치면서 패턴을 반복하였다. 그 해 12월에 결혼, 피로연의 자리에서 야마모토 고지에게 큰 목소리로 강하게 격려됨을 받아들였다.

#### 2005년
그 해 시즌에는 우치다 준조 코치와 같이 그립을 높이고 발을 올리는 타법을 전수 받았고, 또 적극적인 타격이 행하였기에 타격 스타일을 완전히 개조시켰다. 그것을 성공하면서 43개의 홈런을 기록하여 홈런왕을 차지, 처음으로 타율 3할(.305)대를 기록하였다. 6월 28일의 한신전에는 리처드 랜스와 같이 구단 타이 기록의 6경기 연속 홈런을 치는 등 최고 성적을 남겼다. 하지만 그 다음날 무안타에 그치고 말았기 때문에 아깝게도 랜디 바스와 오 사다하루가 기록했던 일본 최고 기록(7경기 연속 홈런)은 무산되었다. 또, 야마모토 고지가 기록하였던 구단 연간 홈런 기록(44개)을 45개 이상으로 넘어서지 않을까라고 기대 받았지만 결국 1개차 아래로 그 기록을 세우지는 못했다.

#### 2006년
그 해 1월에는 가네모토, 사사오카 신지와 같이 가고시마·사이후쿠지(最福寺)에서 3박 4일간의 호마(護摩)합숙훈련을 단독으로 하였다. 2003년에 4번타자로써 실패하였던 일이 있기에 본인은 그 시즌에 대해 실력을 발휘해야할 중요한 순간에 위치를 두었다. 2005년에 홈런왕 타이틀을 획득한 공로로 월드 베이스볼 클래식 일본 국가대표팀 선수로 지명받았지만 출장 기회는 조금씩 있었다. 그 시즌에는 마티 브라운 감독이 내걸고 있는 케이스 배팅을 마음으로 건다는 사실로 결정하고 홈런수가 멸소되는 것과 홈런 43개와 94타점에 끝냈던 작년 시즌에 대해 주자를 들어오게 하는 타격이 향상되어 100타점에 도달하였다. 한편 그 시즌에도 적극적인 타격을 행하는 타격 스타일을 하였지만 사사구의 수가 적지 않아서 시력이 나빠졌다는 이유로 지적을 받았다.

#### 2007년
자신의 기록을 경신하는 55개의 사사구를 맞았지만 타점도 102타점으로 기록하였다. 그러나 기회에 강해짐에 따라 케이스 배팅으로 사무쳤지만 그만큼 아라이의 매력이 들어섰던 호쾌한 타격이 망가졌다는 지적을 받았다. 수비에는 3루수를 맡아 수비 부문에서 리그 1위, 수비 기회에도 3루수의 가장자리 역할을 하였다. 시즌 종료 후 베이징 올림픽 아시아 예선 겸 아시아 선수권에서 4번 타자 겸 1루수로 출장하면서 일본 팀의 올림픽 출전권이 확보되었고, 그 후 팀의 에이스 투수로 활약했던 구로다 히로키와 같이 FA를 선언하였다. 한신 타이거스 외에 후쿠오카 소프트뱅크 호크스 등 다른 구단들도 입단 교섭에 나섰지만 아라이에겐 절대적 존재로 여겨졌던 가네모토가 있는 한신이 압도적으로 유리한 상황이 있기 때문에 타 구단은 교섭을 실시했고 아라이도 한신과 두 다리의 교류를 이뤄 나가겠다는 신념으로 입단 의지를 밝혔다. 베이징 올림픽 아시아 예선이 끝난 후 정식으로 한신의 입단을 발표하면서 12월 11일부로 FA선언 선수 계약 체결 합의가 이루어졌다(이 일로 인해 한신에 있던 아카마쓰 마사토가 인적보상 선수로서 히로시마로 이적하였다).

### 한신 타이거스 시절

#### 2008년
4월 12일, 요코하마 베이스타스전(요코하마 스타디움·5차전)의 첫 타석에서 데라하라 하야토에게 프로 통산 1000개의 안타를 달성, 그 경기에는 히로시마 시절부터 그리워하고 있던 선배 가네모토 도모아키도 데라하라에게 프로 통산 2000개의 안타를 달성하였다.
시즌 전반기에는 타격 호조로 높은 타율을 지키는 등 팀의 선두 독주에 기여했다. 그러나 전반기의 종료를 앞두고 갑작스런 요통을 호소해 일시 등록이 말소된 이후는 극심한 부진에 빠졌고, 베이징 올림픽의 국가 대표팀 선수로 발탁되어 4번·1루수로서 전 경기에 선발 출전하였지만 요통으로 인해 만족스러운 타격을 보여주지 못하는 등 시즌 성적도 8홈런, 59타점으로 크게 침체되었다. 그리고 본인으로서는 처음으로 골든 글러브상을 1루수 부문에 선정되었고 12월에는 미야모토 신야의 후임으로 일본 프로 야구 선수회의 회장으로 취임했다.

#### 2009년
제2회 월드 베이스볼 클래식 일본 국가대표팀의 1차 후보자로 명단에 올랐지만 허리 상태를 이유로 사퇴했다. 정규 시즌에서는 개막 이후부터 5번·3루수로 출전하였지만 허리 통증의 영향으로 부진이 계속되는 등 타율은 2할 1푼대에 머물렀다. 교류전이 시작되면서 3번이나 6번으로 타순이 변경되었지만 컨디션이 좀처럼 오르지 않았다. 작년에 배트를 사용하는 등 시행 착오를 겪으면서 8월 이후에는 서서히 회복되는 등 전 경기에서의 선발 멤버로 모두 출전해 15홈런, 82타점을 기록했지만 리그 최저인 20개의 병살타, 출루율 2할 9푼 9리, OPS는 7할 대에 그쳤다.

#### 2010년
4월 18일의 요코하마전에서 가네모토가 선발 명단에서 제외돼 한신 이적 후 처음으로 4번 타자의 자리를 차지했다. 그 이후 거의 모든 경기에서 4번 타자로 계속 활약하는 등 타율, 타점, 도루 등 모두 개인 최고 성적을 기록했고 2년 연속 시즌 풀 이닝 출전(144경기, 모두 3루수)을 기록했다. 시즌 종료 후 그의 동생인 아라이 료타가 트레이드로 한신에 입단하면서 모두 같은 팀에서 뛰게 되었다.

#### 2011년
그 해에 도호쿠 지방 대지진이 일어난 직후 선수 노조인 프로 야구 선수회장으로서 정규 시즌 개막일 변경 문제를 놓고 분주한 하루를 보내는 일이 계속되었다. 그 와중에서도 시범 경기에는 출전했지만 체력적인 부담으로 피로가 겹쳐 20타수 연속 무안타라는 최악의 성적을 기록했지만 개막일 결정 이후에는 원래의 상태로 되돌아왔다. 개막전에서는 4번·3루수로 출전했고 4월 22일에는 4번 타자로서 시즌 첫 끝내기 안타를 때려냈다. 그 전인 4월 19일에 동생인 아라이 료타도 끝내기 안타를 기록하였다. 그러나 교류전이 시작된 이후 극심한 타격 부진에 빠지면서 득점권에 주자를 둔 상황에서 범타가 일어나는 등 두 차례의 4번 타자의 자리를 박탈당한 경험을 했지만 마지막에는 4번 타자로 돌아오는 등 리그 1위인 93타점을 기록하면서 타점왕 타이틀을 석권했다.

### 2012년 시즌 이후와 히로시마 카프에서 은퇴
하지만 2012시즌 이후 타격이 좋지 않고 출전수도 점점 줄어들기 시작을 했다. 2012년에 122경기.2013년에 140경기. 2014년에 94경기 밖에 출전을 못했고 타율도 2012년에 2할 5푼,2013년에는 2할 6푼 7리, 2014년에는 2할 4푼 4리를 기록했다. 그렇게 아라이(新井)는 2014시즌 마치고 7년동안 뛰었던 한신 타이거스를 떠나 2015년 친정팀 히로시마 카프에 돌아왔다. 그는 2015년 시즌 124경기 출전에 117안타 7홈런 57타점 타율 2할 7푼 5리로 전성기시절 타격을 살아나기 시작했고 2016년 시즌에는 한신 타이거스 시절이었던 2010년 이후 5년만에 시즌 3할을 기록해 베테랑의 모습을 보여주었고 2016년 일본 시리즈에서도 출전했었다. 그러다가 2017시즌 2할 9푼 2리로 2017시즌을 마친 후 2018시즌 정규시즌 종료전 은퇴를 선언하기로 했고 그는 2018년 일본 시리즈 6차전에서 8회말 대타로 등장해 땅볼로 그의 마지막 경기를 했었다.

### 은퇴 후 히로시마 감독 선임
아라이 다카히로(新井貴浩,박귀홍)은 2019년부터는 TBS 텔레비전, 주고쿠 방송 야구 해설자, 스포츠 닛폰, 데일리 스포츠의 야구 평론가를 맡았다가. 2022년 10월 7일 성적부진의 책임을 지고 감독직에서 물러난 사사오카 신지 감독의 후임으로 제20대 히로시마 도요 카프의 감독으로 선임되었다. 다만 아라이 다카히로 박귀홍은 지도자 경력이 없다는 것이 단점이었다. 하지만 선수시절에 처음 뛰었고 선수생활 마지막을 친정팀에서 은퇴했다는 것이었다. 아라이 다카히로 박귀홍은 10월 12일에 마츠다 스타디움에서 감독 취임 회견을 했다. 취임 기자회견에서는 등번호에 대해 "구단 쪽은 등번호는 몇 번이 좋냐고 해서 15번(2016년까지 구로다 히로키가 짊어지고 영구결번으로 되어 있다)을 달라고 했는데, 스즈키 씨가 "본인에게 말해달라"고 해서, 제가 직접 무서워서 말할 수 없기 때문에 아직 몇 번인지 정해지지 않았습니다." 등 유머를 섞은 발언으로 폭소를 자아냈다. 이에 대해 훗날 구로다 본인에게 "15번을 주세요."라고 부탁했더니 "네, 켜라."라고 대답했음을 밝히고 있다. 또, 히로시마 카프 입단 때부터 친분이 있는 한신 타이거즈 前 감독이자 같은 재일교포인 가네모토 도모아키 한국명 김지헌 前 감독으로부터는 감독 취임에 즈음해 메일로 격려를 받았고, 거기에 머무르지 않고 그 글에는 「저는 자동차 운전이 무사고 무위반이기 때문에 안심하고 뒷좌석에 타실 수 있습니다」라고 운전기사로 입후보해도 「정중히 거절했다」라고 하는 흐뭇한 일화도 밝혔다. 아라이 타카히로 박귀홍 감독은 10월 15일, 2023년도부터 착용하는 새 유니폼의 선보임과 함께 등번호는 현역 시절 오랜 기간 착용한 25번으로 결정된 것으로 알려졌다.

## 에피소드

### 재일교포 귀화에 따른 아쉬움
지난 1969년부터 재일동포 고교 선발팀을 이끌고 한국을 찾았던 재일대한야구협회 한재우 회장이 1990년대 중반부터 선수단을 한국에 데려오지 못하고 있는 것을 몹시 아쉬워하고 있다. 한 회장은 “얼마 전 끝난 올림픽 예선에서 일본 대표팀 4번타자로 활약한 아라이 다카히로는 봉황대기에 재일동포 선수로 출전했던 귀화 선수다. 요즘은 돌림자 이름이 점점 없어지고 일찍 귀화하는 선수가 많아져 재일동포 선수들을 모으기가 힘들다”고 밝혔었다.

### 기타
2008년 한신에 이적한 이후에도 “지금도 역시 히로시마의 경기는 신경이 쓰이고 있다”라고 말하면서 친정팀인 히로시마에 대한 애착이 강했지만 2008년 히로시마 시민 구장에서 열린 히로시마와의 첫 경기에서 경기 도중 히로시마를 응원하는 관중석에 아라이가 히로시마 시절에 입었던 유니폼이 그라운드에 내던져지면서 야유를 받았다고 한다.

## 상세 정보

### 출신 학교
- 히로시마 현립 히로시마 공업고등학교
- 고마자와 대학

### 선수 경력
프로팀 경력
- 히로시마 도요 카프(1999년 ~ 2007년, 2015년 ~ 2018년)
- 한신 타이거스(2008년 ~ 2014년)

국가 대표 경력
- 2006년 월드 베이스볼 클래식 일본 국가대표
- 2008년 베이징 올림픽 일본 국가대표

### 기타 경력
- TBS 텔레비전, 주고쿠 방송 야구해설자(2019년 ~ 2022년)
- 스포츠 닛폰, 데일리 스포츠 야구 평론가(2019년 ~ 2022년)

### 지도자 경력
- 히로시마 도요 카프 1군 감독(2023년 ~ )

### 수상·타이틀 경력

#### 타이틀
- 홈런왕: 1회(2005년)
- 타점왕: 1회(2011년)
- MVP: 1회(2016년)

#### 수상
- 베스트 나인: 1회(2005년)
- 골든 글러브상: 1회(2008년)
- 월간 MVP: 1회(2005년 6월)
- JA 전농 Go·Go상: 1회(최다 2·3루타상: 2002년 8월)
- 우수 JCB・MEP상: 2회(2002년, 2005년)
- 올스타전 MVP: 1회(2013년 2차전)

### 주요 기록

#### 첫 기록
- 첫 출장: 1999년 4월 3일, 대 주니치 드래건스 2차전(나고야 돔), 5회초에 히로이케 고지의 대타로서 출장
- 첫 타석: 상동, 5회초에 노구치 시게키의 앞에서 중견수 플라이
- 첫 도루: 1999년 4월 4일, 대 주니치 드래건스 3차전(나고야 돔), 9회초에 2루 안착(투수: 이와세 히토키, 포수: 나카무라 다케시)
- 첫 안타: 1999년 5월 12일, 대 요미우리 자이언츠 7차전(히로시마 시민 구장), 7회말에 나단 민치의 대타로서 출장, 호세 파라로부터 좌전 안타
- 첫 선발 출장: 1999년 6월 6일, 대 주니치 드래건스 11차전(하마마쓰 구장), 7번·1루수로서 선발 출장
- 첫 홈런·첫 타점: 상동, 4회초에 노구치 시게키로부터 좌월 3점 홈런

#### 기록 달성 경력
- 통산 100홈런: 2005년 4월 3일, 대 요미우리 자이언츠 3차전(도쿄 돔), 8회초에 브라이언 시코스키로부터 중월 역전 결승 2점 홈런 ※역대 237번째
- 통산 150홈런: 2006년 6월 2일, 대 지바 롯데 마린스 4차전(시마나미 구장), 4회말에 고바야시 히로유키로부터 좌월 솔로 홈런 ※역대 141번째
- 통산 1000경기 출장: 2007년 6월 19일, 대 홋카이도 닛폰햄 파이터스 3차전(히로시마 시민 구장), 4번·3루수로서 선발 출장 ※역대 418번째
- 통산 1000안타: 2008년 4월 12일, 대 요코하마 베이스타스 5차전(요코하마 스타디움), 1회초에 데라하라 하야토로부터 우익선상 적시 2루타 ※역대 249번째
- 통산 200홈런: 2008년 5월 31일, 대 홋카이도 닛폰햄 파이터스 1차전(삿포로 돔), 7회초에 브라이언 스위니로부터 좌중간에 선제 솔로 홈런 ※역대 90번째
- 통산 1000삼진: 2009년 9월 5일, 대 히로시마 도요 카프 19차전(MAZDA Zoom-Zoom 스타디움 히로시마), 8회초에 마이크 슐츠로부터 ※역대 46번째
- 통산 1500경기 출장: 2011년 5월 31일, 대 홋카이도 닛폰햄 파이터스 1차전(삿포로 돔), 4번·3루수로서 선발 출장 ※역대 169번째
- 통산 1500안타: 2011년 7월 30일, 대 요코하마 베이스타스 13차전(한신 고시엔 구장), 2회말에 스다 고타로부터 좌익선상 2루타 ※역대 110번째
- 통산 250홈런: 2011년 9월 28일, 대 도쿄 야쿠르트 스왈로스 18차전(메이지 진구 야구장), 2회초에 시치조 유키로부터 좌월 3점 홈런 ※역대 56번째
- 통산 2000안타: 2016년 4월 26일, 대 도쿄 야쿠르트 3차전(메이지 진구 야구장), 3회초에 나루세 요시히사로부터 2루타 ※역대 47번째

#### 기타
- 올스타전 출장: 4회(2002년, 2005년, 2007년, 2008년)
- 6경기 연속 홈런: 2005년 6월 22일(대 야쿠르트 스왈로스 7차전) ~ 6월 28일(대 한신 타이거스 7차전)
- 형제 아베크 홈런[1]
  - 2012년 7월 29일, 대 요코하마 DeNA 베이스타스 15차전(한신 코시엔 구장), 4회말에 아라이 료타가 미우라 다이스케로부터 중월 3점 홈런, 7회말에 아라이 다카히로가 하야시 마사노리로부터 좌월 2점 홈런
  - 2012년 8월 12일, 대 히로시마 도요 카프 16차전(교세라 돔 오사카), 3회말에 아라이 료타가 후쿠이 유야로부터 좌월 2점 홈런, 6회말에 아라이 다카히로가 나카타 렌으로부터 좌월 3점 홈런
- 전 구단 상대 홈런: 2008년 5월 14일, 대 히로시마 도요 카프 7차전(이시카와 현립 야구장), 7회초에 오타케 간으로부터 좌월 2점 홈런 ※역대 10번째

|    | 날짜            | 상대 팀          | 구장                 | 이닝  | 상대 투수       |
| -- | --------------- | ---------------- | -------------------- | ----- | --------------- |
| 1  | 1999년 6월 6일  | 주니치 11차전    | 하마마쓰 구장        | 4회초 | 노구치 시게키   |
| 2  | 6월 8일         | 한신 9차전       | 오사카 돔            | 1회초 | 대럴 메이       |
| 3  | 9월 7일         | 야쿠르트 20차전  | 메이지 진구 야구장   | 1회초 | 야마베 후토시   |
| 4  | 2000년 4월 21일 | 요미우리 4차전   | 히로시마 시민 구장   | 7회말 | 기무라 류지     |
| 5  | 8월 15일        | 요코하마 19차전  | 히로시마 시민 구장   | 2회말 | 미우라 다이스케 |
| 6  | 2005년 5월 21일 | 라쿠텐 2차전     | 히로시마 시민 구장   | 5회말 | 아리메 가네히사 |
| 7  | 6월 1일         | 지바 롯데 5차전  | 지바 마린 스타디움   | 9회초 | 오노 신고       |
| 8  | 6월 5일         | 오릭스 6차전     | 히로시마 시민 구장   | 7회말 | 가쓰키 료타     |
| 9  | 6월 8일         | 소프트뱅크 5차전 | 히로시마 시민 구장   | 5회말 | 사이토 가즈미   |
| 10 | 6월 15일        | 닛폰햄 5차전     | 삿포로 돔            | 9회초 | 다르빗슈 유     |
| 11 | 2006년 5월 18일 | 세이부 2차전     | 히로시마 시민 구장   | 1회말 | 호아시 가즈유키 |
| 12 | 2008년 5월 14일 | 히로시마 7차전   | 이시카와 현립 야구장 | 7회초 | 오타케 간       |

### 등번호
- 25(1999년 ~ 2014년, 2016년 ~ 2018년, 2023년 ~ )
- 28(2015년)

### 연도별 타격 성적
| 연 도      | 소 속      | 경 기 | 타 석 | 타 수 | 득 점 | 안 타 | 2 루 타 | 3 루 타 | 홈 런 | 루 타 | 타 점 | 도 루 | 도 루 자 | 희 생 번 | 희 생 플 | 볼 넷 | 고 4 | 사 구 | 삼 진 | 병 살 타 | 타 율 | 출 루 율 | 장 타 율 | O P S |
| ---------- | ---------- | ----- | ----- | ----- | ----- | ----- | ------- | ------- | ----- | ----- | ----- | ----- | -------- | -------- | -------- | ----- | ---- | ----- | ----- | -------- | ----- | -------- | -------- | ----- |
| 1999년     | 히로시마   | 53    | 105   | 95    | 14    | 21    | 2       | 1       | 7     | 46    | 14    | 1     | 1        | 1        | 0        | 8     | 0    | 1     | 31    | 2        | .221  | .288     | .484     | .773  |
| 2000년     | 히로시마   | 92    | 233   | 208   | 26    | 51    | 6       | 0       | 16    | 105   | 35    | 3     | 1        | 0        | 2        | 18    | 0    | 5     | 54    | 6        | .245  | .318     | .505     | .822  |
| 2001년     | 히로시마   | 124   | 354   | 313   | 38    | 89    | 12      | 0       | 18    | 155   | 56    | 2     | 3        | 1        | 1        | 36    | 2    | 3     | 86    | 11       | .284  | .363     | .495     | .858  |
| 2002년     | 히로시마   | 140   | 559   | 512   | 63    | 147   | 28      | 2       | 28    | 263   | 75    | 1     | 3        | 0        | 3        | 38    | 2    | 6     | 124   | 17       | .287  | .342     | .514     | .855  |
| 2003년     | 히로시마   | 137   | 537   | 488   | 58    | 115   | 20      | 2       | 19    | 196   | 62    | 2     | 1        | 1        | 3        | 39    | 4    | 6     | 120   | 16       | .236  | .299     | .402     | .700  |
| 2004년     | 히로시마   | 103   | 294   | 262   | 36    | 69    | 10      | 1       | 10    | 111   | 36    | 3     | 0        | 0        | 1        | 29    | 0    | 2     | 55    | 4        | .263  | .340     | .424     | .764  |
| 2005년     | 히로시마   | 142   | 587   | 541   | 91    | 165   | 30      | 1       | 43    | 326   | 94    | 3     | 3        | 1        | 3        | 37    | 1    | 5     | 126   | 16       | .305  | .353     | .603     | .956  |
| 2006년     | 히로시마   | 146   | 611   | 566   | 78    | 169   | 23      | 2       | 25    | 271   | 100   | 1     | 1        | 0        | 9        | 32    | 2    | 4     | 117   | 14       | .299  | .336     | .479     | .814  |
| 2007년     | 히로시마   | 144   | 619   | 556   | 84    | 161   | 22      | 0       | 28    | 267   | 102   | 1     | 2        | 0        | 7        | 55    | 2    | 1     | 136   | 17       | .290  | .351     | .480     | .831  |
| 2008년     | 한신       | 94    | 410   | 366   | 54    | 112   | 22      | 4       | 8     | 166   | 59    | 2     | 1        | 0        | 4        | 35    | 1    | 5     | 83    | 7        | .306  | .371     | .454     | .824  |
| 2009년     | 한신       | 144   | 599   | 558   | 68    | 145   | 32      | 1       | 15    | 224   | 82    | 4     | 5        | 0        | 7        | 28    | 0    | 6     | 82    | 20       | .260  | .299     | .401     | .700  |
| 2010년     | 한신       | 144   | 641   | 570   | 96    | 177   | 42      | 0       | 19    | 276   | 112   | 7     | 2        | 0        | 8        | 52    | 1    | 11    | 89    | 19       | .311  | .374     | .484     | .858  |
| 2011년     | 한신       | 144   | 602   | 550   | 68    | 148   | 25      | 3       | 17    | 230   | 93    | 5     | 0        | 0        | 7        | 41    | 2    | 4     | 106   | 20       | .269  | .321     | .418     | .739  |
| 2012년     | 한신       | 122   | 493   | 460   | 46    | 115   | 25      | 0       | 9     | 167   | 52    | 1     | 3        | 0        | 2        | 30    | 2    | 1     | 85    | 12       | .250  | .296     | .363     | .659  |
| 2013년     | 한신       | 140   | 548   | 476   | 60    | 127   | 20      | 0       | 15    | 192   | 70    | 2     | 3        | 0        | 7        | 60    | 3    | 5     | 110   | 17       | .267  | .350     | .403     | .753  |
| 2014년     | 한신       | 94    | 194   | 176   | 13    | 43    | 6       | 0       | 3     | 58    | 31    | 0     | 0        | 0        | 1        | 15    | 2    | 2     | 33    | 6        | .244  | .309     | .330     | .639  |
| 2015년     | 히로시마   | 124   | 476   | 426   | 52    | 117   | 22      | 2       | 7     | 163   | 57    | 3     | 0        | 0        | 4        | 48    | 1    | 2     | 73    | 15       | .275  | .349     | .386     | .735  |
| 2016년     | 히로시마   | 132   | 513   | 454   | 66    | 136   | 23      | 2       | 19    | 220   | 101   | 0     | 1        | 0        | 4        | 54    | 1    | 1     | 101   | 12       | .300  | .372     | .485     | .857  |
| 2017년     | 히로시마   | 100   | 288   | 243   | 36    | 71    | 14      | 0       | 9     | 112   | 48    | 2     | 0        | 0        | 4        | 40    | 0    | 1     | 56    | 7        | .292  | .389     | .461     | .850  |
| 통산: 19년 | 통산: 19년 | 2320  | 8667  | 7820  | 1471  | 2178  | 384     | 21      | 315   | 3549  | 1279  | 43    | 30       | 4        | 77       | 695   | 26   | 71    | 1667  | 238      | .279  | .340     | .454     | .794  |

- 2017년 기준, 굵은 글씨는 시즌 최고 성적.

### 연도별 수비 성적
| 연도 | 1루  | 1루  | 1루  | 1루  | 1루  | 1루    | 3루  | 3루  | 3루  | 3루  | 3루  | 3루    | 외야 | 외야 | 외야 | 외야 | 외야 | 외야   |
| 연도 | 경기 | 척살 | 보살 | 실책 | 병살 | 수비율 | 경기 | 척살 | 보살 | 실책 | 병살 | 수비율 | 경기 | 척살 | 보살 | 실책 | 병살 | 수비율 |
| ---- | ---- | ---- | ---- | ---- | ---- | ------ | ---- | ---- | ---- | ---- | ---- | ------ | ---- | ---- | ---- | ---- | ---- | ------ |
| 1999 | 28   | 136  | 14   | 2    | 16   | .987   | 3    | 0    | 5    | 0    | 0    | 1.000  | 2    | 2    | 0    | 0    | 0    | 1.000  |
| 2000 | 25   | 146  | 12   | 0    | 17   | 1.000  | 39   | 21   | 45   | 5    | 3    | .930   | 2    | 0    | 0    | 0    | 0    | ----   |
| 2001 | 47   | 122  | 12   | 0    | 9    | 1.000  | 45   | 22   | 64   | 8    | 7    | .915   | 37   | 35   | 3    | 1    | 1    | .974   |
| 2002 | 72   | 406  | 41   | 1    | 40   | .998   | 102  | 69   | 142  | 16   | 13   | .930   | -    | -    | -    | -    | -    | -      |
| 2003 | 106  | 898  | 97   | 3    | 69   | .997   | 37   | 28   | 49   | 3    | 5    | .963   | -    | -    | -    | -    | -    | -      |
| 2004 | 70   | 512  | 45   | 3    | 60   | .995   | 8    | 4    | 13   | 3    | 0    | .850   | -    | -    | -    | -    | -    | -      |
| 2005 | 35   | 210  | 18   | 2    | 16   | .991   | 121  | 82   | 224  | 21   | 21   | .936   | -    | -    | -    | -    | -    | -      |
| 2006 | 1    | 2    | 0    | 0    | 0    | 1.000  | 143  | 84   | 255  | 19   | 13   | .947   | -    | -    | -    | -    | -    | -      |
| 2007 | 1    | 2    | 0    | 0    | 0    | 1.000  | 144  | 105  | 284  | 12   | 15   | .970   | -    | -    | -    | -    | -    | -      |
| 2008 | 91   | 818  | 59   | 1    | 75   | .999   | 1    | 1    | 0    | 0    | 0    | 1.000  | -    | -    | -    | -    | -    | -      |
| 2009 | -    | -    | -    | -    | -    | -      | 144  | 86   | 279  | 10   | 24   | .973   | -    | -    | -    | -    | -    | -      |
| 2010 | -    | -    | -    | -    | -    | -      | 144  | 83   | 232  | 16   | 12   | .952   | -    | -    | -    | -    | -    | -      |
| 2011 | 29   | 119  | 7    | 1    | 9    | .992   | 138  | 84   | 215  | 17   | 14   | .946   | -    | -    | -    | -    | -    | -      |
| 2012 | 78   | 509  | 34   | 3    | 40   | .995   | 68   | 25   | 96   | 6    | 3    | .953   | -    | -    | -    | -    | -    | -      |
| 2013 | 133  | 1202 | 87   | 7    | 105  | .995   | -    | -    | -    | -    | -    | -      | -    | -    | -    | -    | -    | -      |
| 2014 | 16   | 95   | 9    | 0    | 3    | 1.000  | 26   | 15   | 35   | 3    | 2    | .943   | -    | -    | -    | -    | -    | -      |
| 2015 | 111  | 991  | 76   | 4    | 64   | .996   | -    | -    | -    | -    | -    | -      | -    | -    | -    | -    | -    | -      |
| 2016 | 118  | 996  | 93   | 5    | 82   | .995   | -    | -    | -    | -    | -    | -      | -    | -    | -    | -    | -    | -      |
| 2017 | 70   | 491  | 46   | 1    | 37   | .998   | -    | -    | -    | -    | -    | -      | -    | -    | -    | -    | -    | -      |
| 통산 | 1031 | 7655 | 650  | 33   | 605  | .996   | 1163 | 709  | 1948 | 139  | 132  | .950   | 41   | 37   | 3    | 1    | 1    | .976   |

- 2017년 기준, 굵은 글씨는 시즌 최고 성적.

## 같이 보기
- 가네모토 도모아키